# Van Voorhis
Van Voorhis es un lugar designado por el censo ubicado en el condado de Washington en el estado estadounidense de Pensilvania. En el Censo de 2010 tenía una población de 166 habitantes y una densidad poblacional de 168,67 personas por km².

## Geografía
Van Voorhis se encuentra ubicado en las coordenadas 40°9′36″N 79°58′23″O / 40.16000, -79.97306. Según la Oficina del Censo de los Estados Unidos, Van Voorhis tiene una superficie total de 0.98 km², de la cual 0.98 km² corresponden a tierra firme y (0%) 0 km² es agua.

## Demografía
Según el censo de 2010, había 166 personas residiendo en Van Voorhis. La densidad de población era de 168,67 hab./km². De los 166 habitantes, Van Voorhis estaba compuesto por el 98.19% blancos, el 0% eran afroamericanos, el 0% eran amerindios, el 0.6% eran asiáticos, el 0% eran isleños del Pacífico, el 0% eran de otras razas y el 1.2% pertenecían a dos o más razas. Del total de la población el 0% eran hispanos o latinos de cualquier raza.